# Linepithema impotens
Linepithema impotens é uma espécie de formiga do gênero Linepithema.